# RSD-10
Die RSD-10 Pioner (russisch РСД-10 Пионер) war eine sowjetische mobile ballistische Mittelstreckenrakete zum Transport von nuklearen Sprengköpfen.
Sie wurde vom Moskauer Institut für Wärmetechnik (MIT) entwickelt und von den Strategischen Raketentruppen der Sowjetarmee betrieben. Das Raketensystem basiert auf der ersten erfolgreichen mobilen Interkontinentalrakete der Sowjetunion, der Temp-2S. Die Basisversion der Pioner wurde ab 1980 durch die Pioner-UTTCh mit erhöhter Reichweite und Zielgenauigkeit ersetzt. Die Pioner-Raketen waren Gegenstand großer politischer Auseinandersetzungen zwischen der NATO und der Sowjetunion; ihre Stationierung hatte den NATO-Doppelbeschluss zur Folge. Die Raketensysteme wurden unter dem 1987 geschlossenen INF-Vertrag bis zum Jahr 1989 ausgemustert und bis 1991 zerstört.

## Bezeichnungen
RSD-10 (russisch ракета средней дальности (РСД) «Пионер»; Transliteration raketa sredney dalnosti (RSD) „Pioner“; deutsch Mittelstreckenrakete „Pionier“) ist die bilaterale Vertragsbezeichnung für das Raketensystem. Der GRAU-Index für die Rakete lautet 15Sch45 (15Ж45), die Bezeichnung der US-amerikanischen Defense Intelligence Agency lautet SS-20 (dabei steht das Akronym für surface-to-surface „Boden-Boden“) und die NATO-Bezeichnung ist Saber.

## Geschichte
Anfang der 1970er Jahre beschloss die UdSSR ein Modernisierungsprogramm ihrer nuklearen Waffensysteme mit mittlerer Reichweite, das letztendlich zur Einführung des Tu-22M-Bombers und der RSD-10 Pioner führte. Für dieses Modernisierungsprogramm gab es mehrere Beweggründe. Zum einen erreichten die sowjetischen Mittelstreckenraketen der ersten Generation (die R-12 und R-14) das Ende ihrer Garantiezeit und mussten ohnehin ersetzt oder modernisiert werden. Des Weiteren hatte die Sowjetunion Ende der 1960er- bis Anfang der 1970er-Jahre zahlenmäßig mit den USA im Bereich von landgestützten Interkontinentalraketen und U-Boot-gestützten ballistischen Raketen (SLBM) die angestrebte Parität erreicht. Als nächsten Schritt wollte die UdSSR eine tiefe Parität erreichen, was bedeutete, nicht nur mit den strategischen Waffen der USA gleichzuziehen, sondern auch die in Europa von den USA, Frankreich und Großbritannien stationierten Waffen zu kontern. Eine weitere Rolle spielte der Anfang der 1970er-Jahre ausgehandelte SALT-I-Vertrag zwischen der UdSSR und den USA. Dieser legte unter anderem die maximale Anzahl der landgestützten Interkontinentalraketen beider Staaten fest. Bei den sowjetischen Raketentruppen war diese Rolle aber weniger klar definiert als in den USA, und viele Raketen, vor allem die UR-100, erfüllten eine Doppelrolle und waren sowohl gegen interkontinentale als auch kontinentale Ziele in Europa und Asien inklusive der Volksrepublik China gerichtet. Daher sollten die neuen Mittelstreckenwaffen auch die UR-100 in ihrer kontinentalen Rolle ablösen, um diese zukünftig für die interkontinentale Rolle freizuhalten. Der SALT-I-Vertrag hatte als weitere Konsequenz, die zumindest für den Umfang der RSD-10-Produktion mitverantwortlich war, das Verbot der Stationierung von mobilen Interkontinentalraketen wie der Temp-2S, auf der die RSD-10 basierte. Die Wotkinsker Maschinenbaufabrik, in der die Temp-2S produziert wurde, war zum Zeitpunkt des Abschlusses des SALT-I-Vertrages schon aufwändig für die Serienfertigung der neuen Interkontinentalrakete modernisiert und erweitert worden. Da diese nun gestrichen wurde, sollte die RSD-10 diese Produktionslücke füllen, um das Werk als wichtigster Arbeitgeber in Wotkinsk auszulasten.
Die Entwicklung der RSD-10 Pioner wurde 1973 am Moskauer Institut für Wärmetechnik unter Leitung von Alexander Nadiradse begonnen. Die Flugerprobung begann auf dem Testgelände Kapustin Jar (damals 4. Staatliches zentrales interspezifisches Testgelände der Russischen Föderation) bei Snamensk (damals Kapustin Jar-1) am 21. September 1974 und wurde am 9. Januar 1976 beendet.
Am 11. März 1976 wurden die RSD-10 in die Bewaffnung der Strategischen Raketentruppen aufgenommen und die ersten Raketen am 30. August 1976 in Kampfbereitschaft versetzt. Am 10. August 1979 wurde bereits mit der Flugerprobung einer modernisierten Variante Pioner UTTCh auf dem Testgelände Kapustin Jar begonnen. Das Testprogramm wurde am 14. August 1980 abgeschlossen. Die modernisierte Pioner-UTTCh wurde am 17. Dezember 1980 in die Bewaffnung der Strategischen Raketentruppen aufgenommen.
Die Stationierung der RSD-10 Pioner löste bei den NATO-Staaten große Besorgnis aus. Neben den Fähigkeiten gegen kontinentale Ziele in Europa waren vor allem die USA besorgt, dass die RSD-10 eine Ausbruchswaffe aus dem SALT-Vertrag sein könnte. Da die RSD-10 auf den ersten beiden Stufen der Temp-2S basiert, waren die USA beunruhigt, dass die RSD-10 im Krisenfall mit einer dritten Stufe nachgerüstet und so in eine Interkontinentalrakete umgewandelt werden könnte. Die UdSSR sicherte den USA zu, keine dritten Stufen für die RSD-10 zu produzieren oder zu lagern. Weiter befürchteten die USA, dass die RSD-10 auch in Sibirien bzw. in Russisch Fernost stationiert würden. Von dort konnten die RSD-10 wichtige U.S.-Stützpunkte auf Japan, Okinawa und Guam und verschiedene Radarstationen vom Ballistic Missile Early Warning System (BMEWS) sowie die Radarstation Cobra Dane auf Shemya Island erreichen. Ebenfalls in Reichweite lagen so die großen Marinestützpunkte Bangor und San Diego sowie die Raketenbasen Malmstrom AFB, Minot AFB und Warren AFB.
Nach politischer Kontroverse wurde am 12. Dezember 1979 der NATO-Doppelbeschluss gefasst, um der neuen Bedrohung durch die RSD-10 Pioner gegen Ziele in Europa zu begegnen. Dieser bot der Sowjetunion Verhandlungen über die Limitierung der Mittelstreckenwaffen an, bei gleichzeitiger Modernisierung der NATO-Mittelstreckenwaffen in Europa. Dies führte Anfang der 1980er Jahre zu einer neuen Intensivierung des Kalten Krieges.
Am 8. Dezember 1987 unterzeichneten die damaligen Präsidenten Gorbatschow und Reagan den INF-Vertrag zwischen den USA und der UdSSR zur vollständigen Abrüstung ihrer boden-/landgestützten Nuklearraketen sowie Abschussvorrichtungen und deren Infrastruktur für kürzere (500 bis 1.000 km) und mittlere Reichweiten (1.000 bis 5.500 km), wonach die RSD-10-Systeme ausgemustert wurden. Insgesamt wurden bis 1986 441 Pioner-Systeme stationiert, bei Unterzeichnung des INF-Vertrags im Jahr 1987 waren noch 405 Systeme im Dienst. Im Rahmen des INF-Vertrages wurden 509 Startfahrzeuge und 654 Raketen vernichtet. Die Ausmusterung und Verschrottung fand zwischen 1988 und 1991 statt. 72 der Raketen wurden durch den Start vom Testgelände Kapustin Jar vernichtet, alle diese Flüge verliefen ohne eine Fehlfunktion. Die letzte RSD-10 wurde am 21. Mai 1991 vernichtet.

## Technik

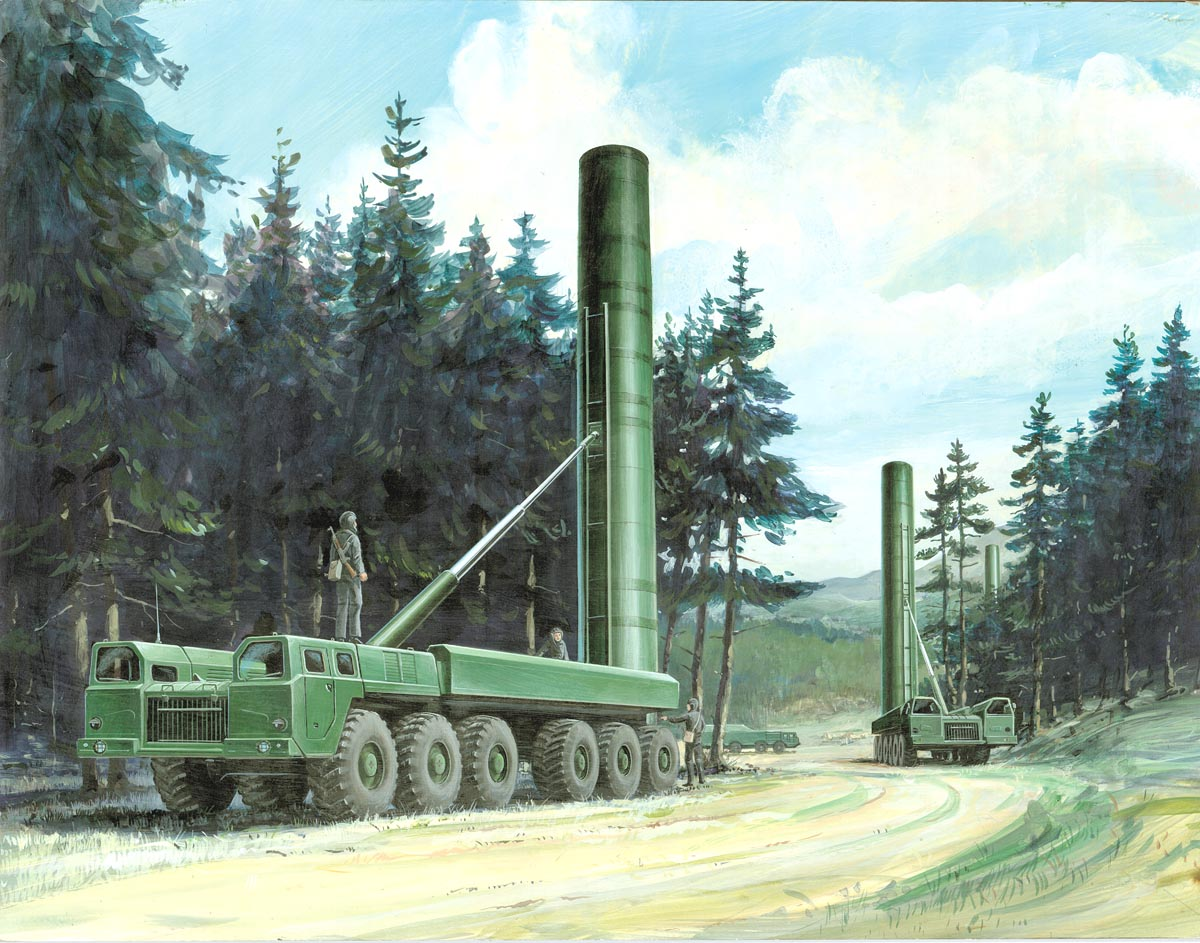
Einsatzbereite Startrampen

Die Raketen waren auf den geländegängigen MAZ-547W-12×12-LKW platziert und wurden von diesem gestartet. Der Systemindex der Sowjetarmee für dieses Fahrzeug lautete 15U106. Jedes Fahrzeug war mit einem 15Ja107-Transport- und Abschussbehälter mit einer Rakete bestückt. Der LKW wurde von Minski Awtomobilny Sawod entwickelt und hatte eine Besatzung von drei Personen. Der LKW verfügte über eine Reifendruckregelanlage, ein Navigationssystem und ein Führerhaus mit ABC-Schutz. An der Fahrzeugfront befindet sich der Motor mit dem Führerhaus. Als Motor kam ein luftgekühlter Dieselmotor mit 549 kW (746 PS) Leistung zum Einsatz. Unbeladen (ohne Rakete) hatte das Fahrzeug eine Länge von 15,48 m, eine Höhe von 2,84 m und war 3,16 m breit. Unbeladen betrug das Fahrzeuggewicht rund 40,3 Tonnen. War das Fahrzeug mit dem Transport- und Abschussbehälter für die Rakete beladen, betrug die Länge 19,32 m und die Höhe 4,35 m. Das Fahrzeuggewicht stieg auf rund 85 Tonnen. Beladen betrug die maximale Fahrgeschwindigkeit rund 40 km/h. Vom Startfahrzeug konnten die Raketen direkt in der Basis, bei eingemessenen Geländepunkten entlang einer festgelegten Patrouillenroute oder von beliebigen Punkten im Gelände gestartet werden. Das Fahrzeug war mit allen nötigen Systemen ausgestattet, um die Rakete in andauernder Kampfbereitschaft zu halten, Startvorbereitungen zu treffen und sie abzufeuern. Nach dem Raketenstart konnte das Fahrzeug mit einer neuen Rakete beladen werden.
Die Raketen wurden in versiegelten 15Ja107-Transport- und Abschussbehältern aus dem Herstellungswerk geliefert. In der Raketengarnison wurden die Behälter auf die Start- und Transportfahrzeuge aufgesetzt. Der zylinderförmige Abschussbehälter hatte eine Länge von 19,32 m und einen Außendurchmesser von 2,14 m. Der Behälter schützte die Rakete vor Witterungseinflüssen und Beschädigung. Im Inneren des Behälters war eine elektrische Heizung installiert, die für eine optimale Temperatur zwischen 15 und 20 °C sorgte. Die RSD-10 war eine zweistufige Feststoffrakete. Die Stufen basierten auf der 1. und 2. Stufe der Temp-2S-Interkontinentalrakete. Im Gegensatz zur Temp-2S besaß die RSD-10 keine dritte Stufe, sondern nur einen Wiedereintrittskörperträger (englisch Post Boost Vehicle oder Bus), der für das Aussetzen der Gefechtsköpfe verantwortlich war. Die Stufen bestanden aus zwei Hauptantriebstufen mit Feststoff-Raketentriebwerken. Der Wiedereintrittskörperträger verfügte über vier kleine Feststoff-Raketentriebwerke zur Lageregelung. Die Antriebsstufen waren übereinander angebracht und zündeten der Reihe nach. Die Beplankung der beiden Stufen bestand aus einer Magnesiumlegierung sowie glasfaserverstärktem Kunststoff. Die erste Stufe hatte einen Durchmesser von 1.800 mm und wog 26,7 Tonnen. Zum Einsatz kam ein Einkammer-Feststoff-Triebwerk mit einer starr verbauten Düse. Die Brenndauer der ersten Stufe betrug 63 Sekunden. Am Heck der ersten Stufe waren zur Steuerung acht wabenförmige Gitterflossen (davon vier beweglich) angebracht. Die zweite Stufe hatte einen Durchmesser von 1.470 mm und wog 8,6 Tonnen. Auch diese bestand aus einem Einkammer-Feststoff-Triebwerk mit einer starr verbauten Düse. Die Raketenspitze mit dem Wiedereintrittskörperträger verwendete keine Nutzlastverkleidung. An der Raketenspitze waren die drei MIRV-Gefechtsköpfe und die Lenkeinheit untergebracht. Diese bestand aus einem Trägheitsnavigationssystem, das mit einem Computer gekoppelt war. Für die Übermittlung der Kurskorrekturen verlief auf der Raketenaußenseite ein Kabelkanal zu den beiden Hauptantriebsstufen. Die Raketenspitze mit dem Wiedereintrittskörperträger und den Gefechtsköpfen wog je nach Ausführung 1.500–1.740 kg.

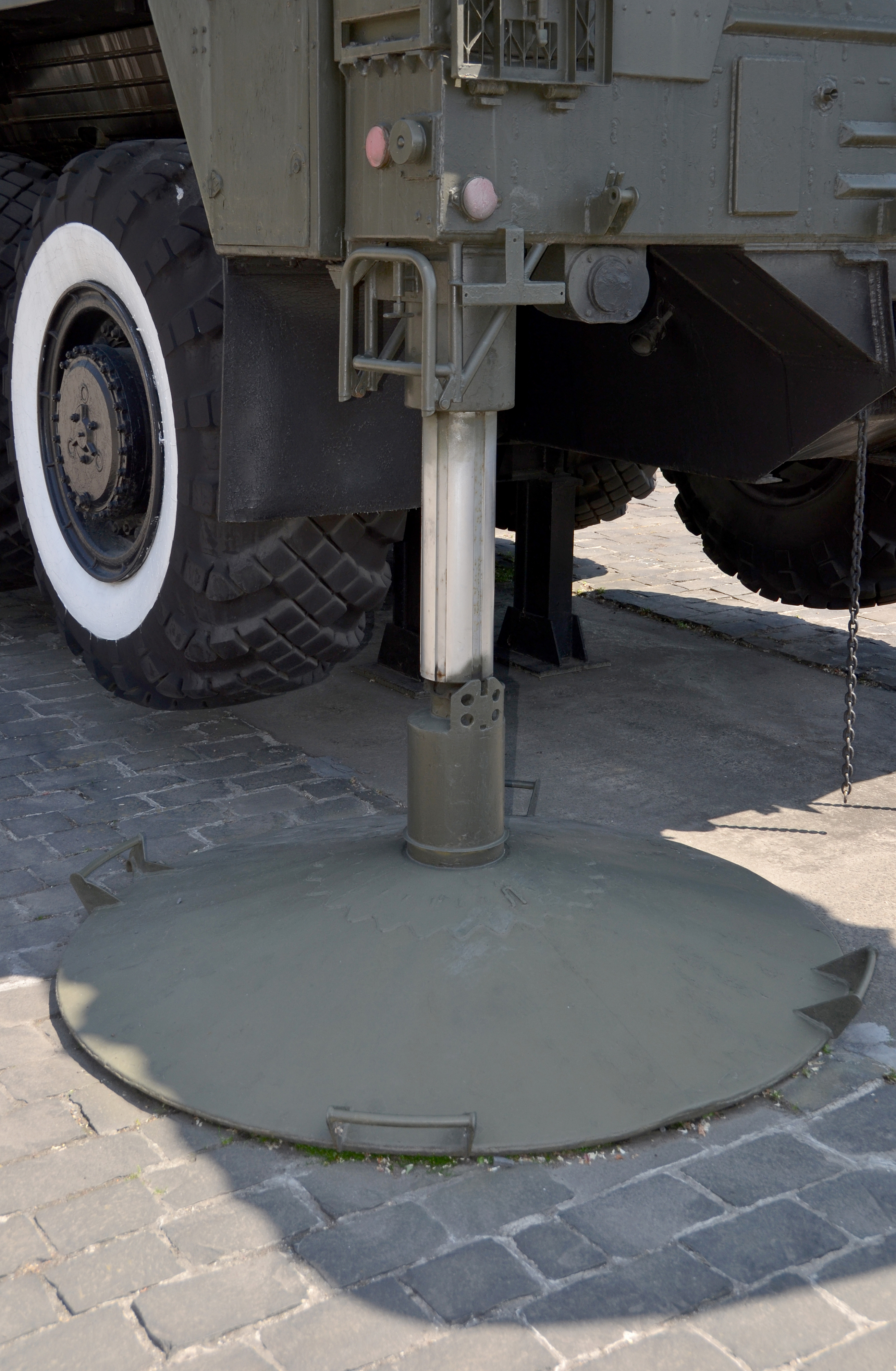
Eine der Hydraulikstützen

Nach dem Startbefehl konnte die Rakete innerhalb von 2 Minuten gestartet werden. Um das Startfahrzeug feuerbereit zu machen, wurde es zuerst auf Hydraulikstützen gestellt. Danach wurde der Transport- und Abschussbehälter mit der Rakete über das Fahrzeugheck in einem Winkel von 90 ° angestellt und die Raketen-Lenkeinheit aktiviert. Vom Navigationssystem des Startfahrzeuges wurde nun die genaue Position an die Raketen-Lenkeinheit übermittelt. Der Raketenstart erfolgte durch eine kabelgebundene Bedienkonsole aus sicherer Entfernung. Die Raketen wurden kalt gestartet. Mittels Gasdruck wurden sie aus dem Abschussbehälter auf eine Höhe von ca. 30 m ausgestoßen. Erst dann zündete die erste Raketenstufe. Nach dem Raketenstart ermittelte die Lenkeinheit die Kurskorrekturen und übermittelte diese an die wabenförmige Gitterflossen am Raketenheck, die ihren Anstellwinkel entsprechend veränderten. Nach dem Ausbrennen der ersten Raketenstufe wurde diese abgesprengt und das Raketentriebwerk der zweiten Stufe zündete. Die Steuerung während des Betriebs der zweiten Antriebsstufe erfolgte durch das Einspritzen von flüssigem Inertgas (vermutlich Freon) in den Schubstrahl. Die zweite Antriebstufe verfügte über eine Schubterminierung. Zu diesem Zweck waren an der zweiten Raketenstufe kopfseitig Öffnungen angebracht, die zum gewünschten Zeitpunkt aufgesprengt wurden, wobei sich der Innendruck in der Treibstoffkammer schlagartig reduzierte. Die Brennschlussgeschwindigkeit lag zwischen 3000 und 5500 m/s. Nach der Schubterminierung der zweiten Stufe wurde der Wiedereintrittskörperträger abgekoppelt und stieg auf einer ballistischen Kurve weiter. Dabei erreichte er ein Apogäum von rund 500 km. Jetzt konnte der Wiedereintrittskörperträger die letzten Positionsänderungen vornehmen. Die drei Wiedereintrittskörper wurden in einer Sequenz, bei der der Träger zwischendurch jeweils Kurskorrekturen durchführte, auf ihre individuellen ballistischen Flugbahnen entlassen. Die 15F452-Wiedereintrittskörper hatten die Form eines spitzen Kegels mit einem Basisdurchmesser von rund 64 cm und einer Länge von 1,60 m. Die Wiedereintrittskörper wogen rund 290 kg und waren mit einem thermonuklearen AA-74-Gefechtskopf bestückt. Dieser hatte eine Sprengleistung von 150 kT und konnte in der Luft oder bei Bodenkontakt gezündet werden. Die Wiedereintrittskörper erreichten in Abhängigkeit vom verwendeten Raketenmodell einen Streukreisradius (CEP) von 150–500 m.

## Varianten

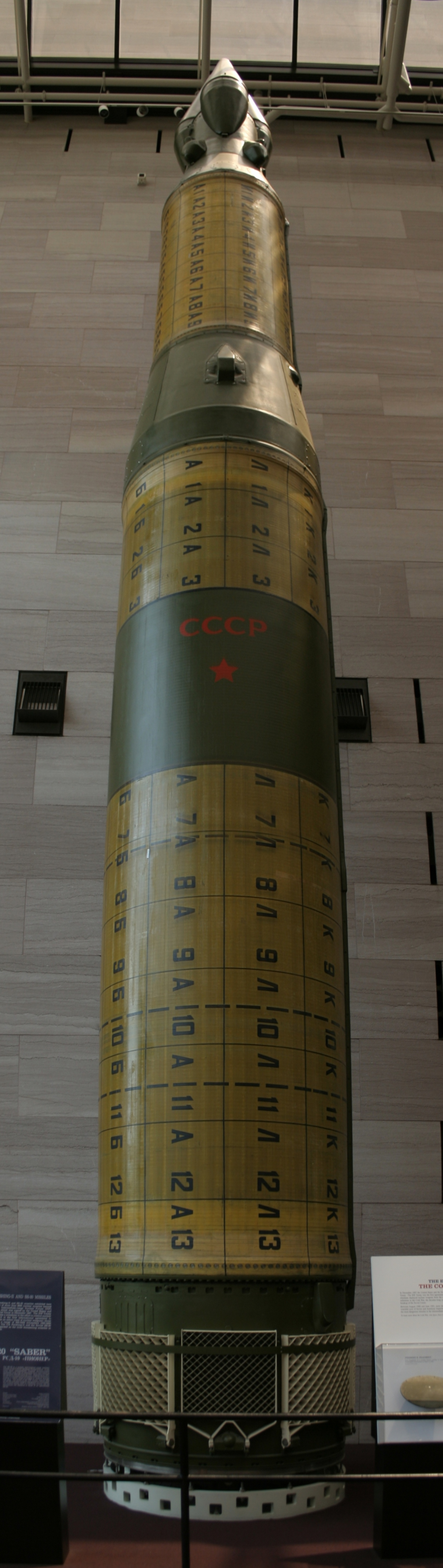
15Sch46-Rakete mit MIRV-Gefechtsköpfen

Zwischen 1973 und 1988 entstanden verschiedene Ausführungen der RSD-10. Die Unterschiede bestanden primär in den Raketentypen, welche sich in den verwendeten Wiedereintrittskörperträgern, Lenkeinheiten und den Gefechtsköpfen unterschieden. Weiter wurde auch an den Start- und Transportfahrzeugen Änderungen vorgenommen.

### 15P645 Pioner
Dies war die Initialversion der Pioner und wurde ab 1974 bei den Tests auf dem Testgelände in Kapustin Jar verwendet. Gemäß sowjetischen Angaben verblieben diese Pioner-Systeme nach dem Ende vom Testprogramm im Jahr 1976 in der Truppenerprobung und wurden nie offiziell in Dienst gestellt. Die 15P645 Pioner verwendete die Rakete 15Sch45 mit einem einzelnen Sprengkopf mit einem Gewicht von 900 kg und einer Sprengleistung von 1.000 kT. Die Reichweite betrug minimal 600 km und maximal über 5.000 km. Im GRAU-Index trug sie die Bezeichnung 15K645 und der NATO-Codename lautete SS-20 Saber.

### 15P645K Pioner-K
Diese Ausführung der Pioner entstand zeitgleich mit der 15P645-Variante und war für die Serienproduktion vorgesehen. Die Pioner-K war im Jahr 1977 einsatzbereit. Sie war die Standardversion und wurde in großer Stückzahl bei der Sowjetarmee eingeführt. Die 15P645K Pioner-K verwendete die Rakete 15Sch46 mit drei MIRV-Gefechtsköpfen mit einer Sprengleistung von je 150 kT. Die Reichweite betrug 600–5.000 km und der Streukreisradius (CEP) lag bei 500 m. Im GRAU-Index trug sie die Bezeichnung 15K645K und der NATO-Codename lautete SS-20 Saber mod 1.

### 15P653 Pioner-UTTCh
Die Pioner-UTTCh entstand zwischen 1977 und 1980. Die Rakete nutzte den gleichen Antrieb wie die 15P645K-Basisvariante, hatte aber eine verbesserte Lenkeinheit, welche die Reichweite um rund 10 % erhöhte, die Zielgenauigkeit der Rakete verbesserte und das Gebiet vergrößerte, über die der Wiedereintrittskörperträger die MIRV-Gefechtsköpfe verteilen konnte. Die 15P653 Pioner-UTTCh verwendete die Rakete 15Sch53 mit drei MIRV-Gefechtsköpfen mit einer Sprengleistung von je 150 kT. Die Reichweite betrug 600–5.500 km und der Streukreisradius (CEP) lag bei 450 m. Im GRAU-Index trug sie die Bezeichnung 15K653 und der NATO-Codename lautete SS-20 Saber mod 2.

### 15P657 Pioner-3
Die Ausführung Pioner-3 entstand Anfang der 1980er-Jahre. Die Rakete verwendete den gleichen Antrieb wie die 15P645K-Basisvariante, war aber mit einem neuen Wiedereintrittskörperträger mit mehr Treibstoff sowie der Lenkeinheit der RS-12M Topol ausgestattet. Dadurch stieg die Rumpflänge der Rakete auf 17,00 m. Weiter kam mit der Pioner-3 das abgeänderte 15U167-Start- und Transportfahrzeug zum Einsatz. Dieses hatte u. a. ein verbessertes Navigationssystem und ein vergrößertes Führerhaus für den Langzeiteinsatz im Felde. Zwischen 1985 und 1988 wurden im Kosmodrom Plessezk und auf dem Testgelände Kapustin Jar mit der Pioner-3 Teststarts durchgeführt. Standardmäßig war die 15Sch57-Rakete der Pioner-3 mit drei MIRV-Gefechtsköpfen mit einer Sprengleistung von je 150 kT beladen. Damit erreichte sie eine Reichweite von über 5.500 km und einen Streukreisradius (CEP) von 150 m. Die 15Sch57-Rakete konnte auch mit einem einzelnen Gefechtskopf und Täuschkörpern beladen werden. Damit wurde eine Reichweite von 7.500 km erzielt. Die Entwicklung der Pioner-3 wurde im Zuge des INF-Vertrages im Jahr 1988 gestoppt. Zu diesem Zeitpunkt befanden sich 12 Systeme in der Truppenerprobung. Im GRAU-Index trug die Pioner-3 die Bezeichnung 15K657 und der NATO-Codename lautete SS-28 Saber mod 3.

## Gefechtsgliederung & Stationierung
Die RSD-10 waren in Raketenregimentern mit jeweils 6–9 Start- und Transportfahrzeugen stationiert. Rund zwei Drittel der Raketenregimenter waren westlich des Urals für die Bekämpfung von Zielen in Europa und im Nahen Osten abgestellt. Dazu waren sie an Standorten in der Russischen SFSR, der Weißrussischen und Ukrainischen SSR stationiert. Das verbleibende Drittel der Raketenregimenter war in der Region Chabarowsk und im Oblast Amur für die Bekämpfung von Zielen in Asien stationiert. Weiter gab es in der Nähe von Anadyr, im Autonomen Kreis der Tschuktschen eine vorbereitete RSD-10-Raketengarnison, welche sich nur wenige hundert Kilometer von Alaska befand. Zum Schutz vor den extremen klimatischen Verhältnissen in der Tundra war die Raketenbasis unterirdisch im Fels angelegt. Die Anlage trug die Bezeichnung Magadan-11 (russisch Магадан-11) oder wurde auch Objekt-S und Raketenbasis Gudym genannt. In Zeiten von erhöhter Spannung sollten aus der Garnison Kansk 2–3 Pioner-Regimenter hierher verlegt werden. Von dieser Raketenbasis konnten die RSD-10-Raketen gegen U.S.-Ziele in Japan, Okinawa, Guam und den Vereinigten Staaten gestartet werden. Der INF-Vertrag führte zum Stand des Vertragsabschlusses 1987 folgende RSD-10-Garnisonen auf:
Russische SFSR
- Nowosibirsk: 5 Garnisonen mit 45 Startfahrzeugen
- Drowjanaja: 5 Garnisonen mit 45 Startfahrzeugen
- Barnaul: 4 Garnisonen mit 36 Startfahrzeugen
- Kansk: 4 Garnisonen mit 36 Startfahrzeugen

Weißrussische SSR
- Pastawy: 1 Garnison mit 9 Startfahrzeugen
- Wetrino: 1 Garnison mit 9 Startfahrzeugen
- Polazk: 1 Garnison mit 9 Startfahrzeugen
- Smorgon: 2 Garnisonen mit 18 Startfahrzeugen
- Lida: 1 Garnison mit 9 Startfahrzeugen
- Gezgaly: 1 Garnison mit 6 Startfahrzeugen
- Slonim: 1 Garnison mit 9 Startfahrzeugen
- Ruschany: 1 Garnison mit 6 Startfahrzeugen
- Sasimowitschi: 1 Garnison mit 6 Startfahrzeugen
- Masyr: 1 Garnison mit 9 Startfahrzeugen
- Petrykau: 1 Garnison mit 6 Startfahrzeugen
- Schytkawitschy: 1 Garnison mit 6 Startfahrzeugen
- Retschyza: 1 Garnison mit 6 Startfahrzeugen
- Sluzk: 1 Garnison mit 6 Startfahrzeugen

Ukrainische SSR
- Luzk: 2 Garnisonen mit 18 Startfahrzeugen
- Brody: 1 Garnison mit 9 Startfahrzeugen
- Tscherwonohrad: 1 Garnison mit 9 Startfahrzeugen
- Slawuta: 1 Garnison mit 9 Startfahrzeugen
- Bilokorowytschi: 1 Garnison mit 9 Startfahrzeugen
- Lipniki: 1 Garnison mit 9 Startfahrzeugen
- Wysokawa Petsch: 2 Garnisonen mit 12 Startfahrzeugen
- Korosten: 1 Garnison mit 6 Startfahrzeugen
- Lebedyn: 1 Garnison mit 9 Startfahrzeugen
- Glutschkow: 2 Garnisonen mit 18 Startfahrzeugen
- Ochtyrka: 2 Garnisonen mit 18 Startfahrzeugen

Nach der Ausmusterung der RSD-10 wurden einige der Basen für die RT-2PM Topol weiterverwendet.